# ضغينة هاملتونية

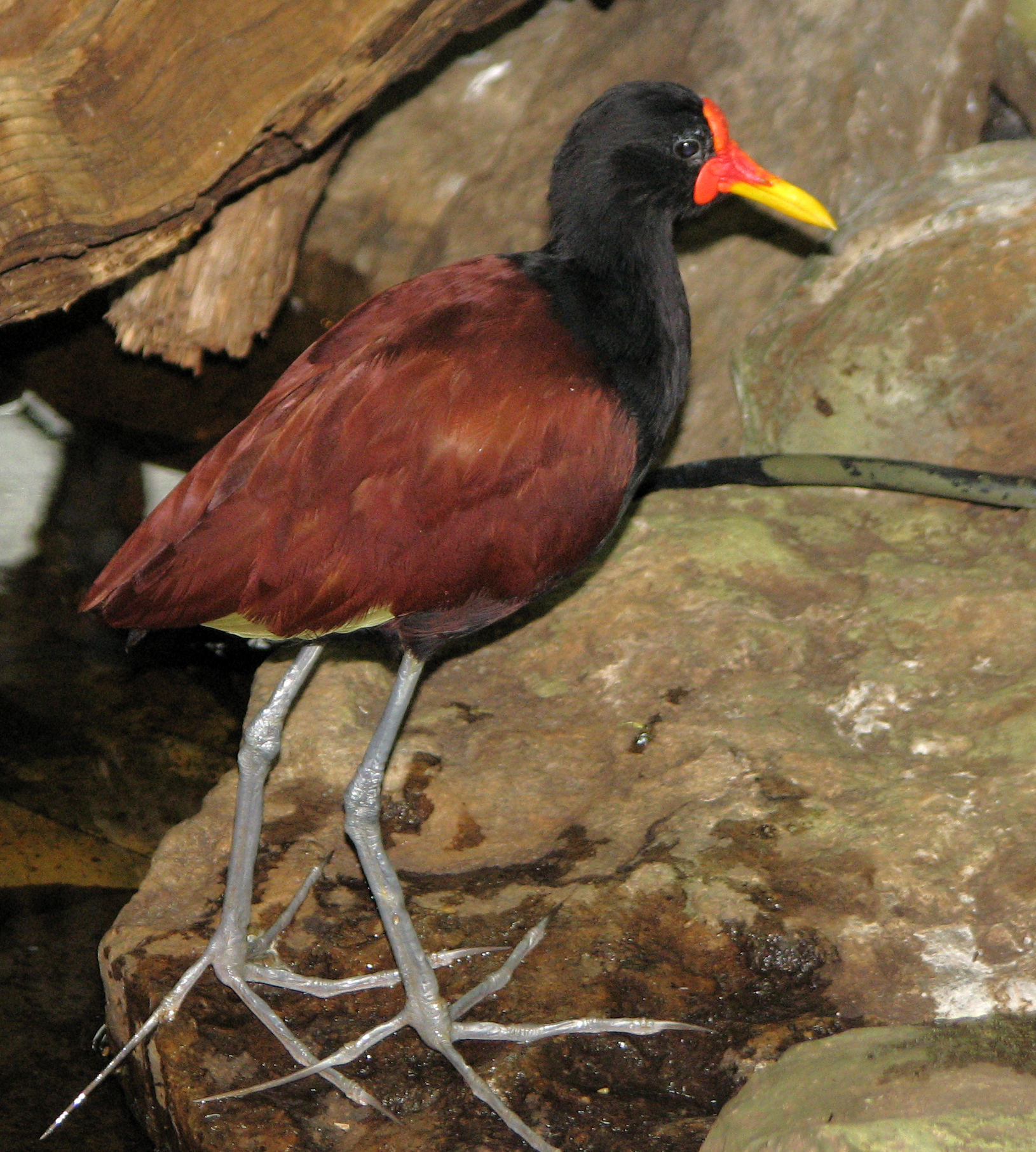
في كثير من الأحيان تقوم أنثى جواب زنبق الماء بقتل أطفالها.

الضغينة الهاملتونية (بالإنجليزية: Hamiltonian spite) في مجال التطور الاجتماعي، تُعرف على أنها سلوكيات حاقدة تحدث بين أفراد النوع الواحد وتتسبب في تكلفة للمُنفِذ وتأثير سلبي على المُستقبِل. وقد نظر دابليو دي هاملتون لهذه السلوكيات على أنها تستند إلى القرابة الجينية، حيث تستهدف الأفعال الحاقدة الأفراد البعيدين جينياً عن المُنفِذ.

## نظريات الإيثار والضغينة
نشر دبليو. دي. هاملتون ورقة بحثية مؤثرة حول الإيثار في عام 1964 لشرح سبب ميل الأقارب جينياً إلى مساعدة بعضهم البعض. وقد حاجج بأن الأفراد المرتبطين جينياً يحتمل أن يحملوا نسخاً من نفس الأليلات؛ وبالتالي، قد تضمن مساعدة الأقارب انتقال نسخ أليلات المُنفِذ إلى الأجيال التالية لكل من المُستقبِل والمُنفِذ.
في حين أصبحت هذه الفكرة مقبولة على نطاق واسع، لم يُلاحظ بالقدر نفسه أن هاملتون نشر ورقة لاحقة عدّل فيها هذا الرأي. تشير هذه الورقة إلى أنه بقياس القرابة الجينية بين أي فردين (مختارين عشوائياً) من جماعة ما عدة مرات، يمكننا تحديد مستوى متوسط للقرابة. وتتنبأ النماذج النظرية بما يلي: (1) من التكيفي للفرد أن يكون إيثارياً تجاه أي أفراد آخرين يرتبطون به ارتباطاً أوثق من هذا المستوى المتوسط، و(2) من التكيفي للفرد أن يكون حاقداً ضد أي أفراد آخرين يرتبطون به ارتباطاً أقل من هذا المستوى المتوسط. ويمكن أن تتجاوز الفوائد التكيفية غير المباشرة لمثل هذه الأفعال تكاليف معينة للفعل (سواء كان مفيداً أو ضاراً) نفسه. وقد ذكر هاملتون الطيور والأسماك التي تُظهر قتل الأبناء (وبشكل أكثر تحديداً: قتل البيض) كأمثلة على مثل هذه السلوكيات.
باختصار، يستطيع الفرد زيادة فرصة انتقال أليلاته الجينية إلى الأجيال التالية إما بمساعدة أولئك الذين يرتبطون به ارتباطاً أوثق، أو بإلحاق الضرر بأولئك الذين يرتبطون به ارتباطاً أقل من القرابة العرضية.

## شكوك حول الطبيعة التكيفية للسلوك الحاقد
على الرغم من أن الإيثار والعدوان/الحقد يبدوان وجهين لعملة واحدة، فإن الأخير أقل قبولاً بين علماء البيولوجيا التطورية.
أولاً، بخلاف حالة المستفيد من الفعل الإيثاري، فإن أهداف العدوان من المرجح أن تتصرف بدافع الانتقام: فالعض سيستفز العض. وبالتالي، قد يكون إيذاء غير الأقارب أكثر تكلفة من مساعدة الأقارب.
ثانياً، بافتراض وجود مجتمع عشوائي التزاوج، تُظهر الغالبية العظمى من أزواج الأفراد مستوى متوسطًا تقريباً من القرابة. بالنسبة لفرد معين، فإن غالبية الآخرين لا يستحقون المساعدة أو الإيذاء. بينما يسهل تحديد القليل من الأقارب الأوثق صلة (انظر: تمييز الأقارب)، فمن الصعب تحديد الأفراد الأكثر بعداً جينياً.
تُظهر معظم الفقاريات البرية درجة معينة من الثبات المكاني، لذا تميل مستويات القرابة إلى الارتباط سلباً بالمسافة المكانية. في حين أن هذا قد يقدم بعض الدلائل لتحديد الأفراد الأقل قرابة، فإنه قد يضمن أيضاً أن غير الأقارب نادراً ما يلتقون ببعضهم البعض، إن حدث ذلك.

## السلوك الحاقد عند الحيوانات

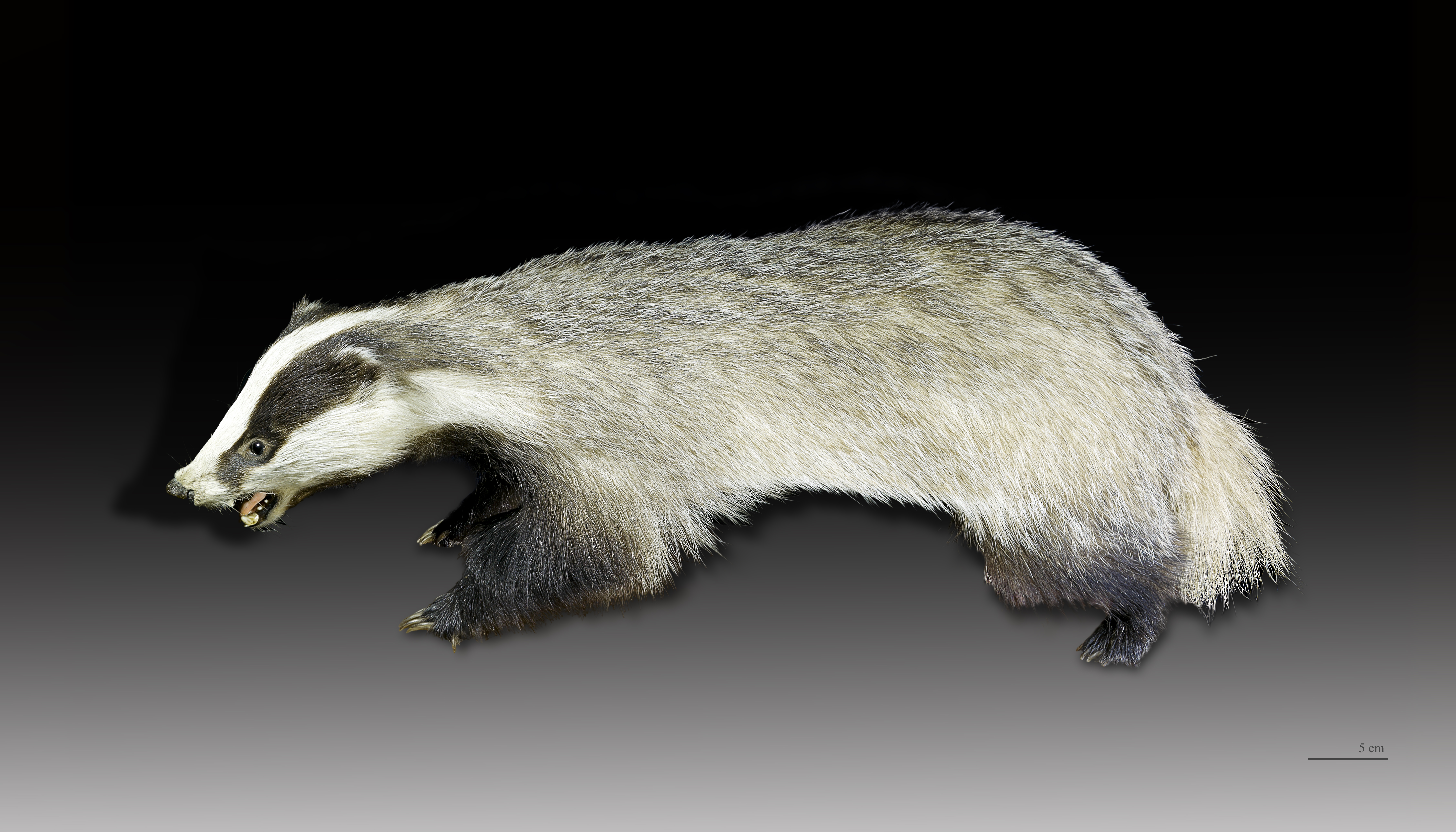
عندما يصاب الغرير بمرض السل، فإنه يهاجر من مجموعته الأصلية.

### قتل الصغار
تُظهر العديد من أنواع الحيوانات سلوك قتل الصغار، أي يميل البالغون إلى قتل بيض أو صغار أفراد من نفس النوع، حتى لو لم يتغذوا عليها (في غياب أكل لحوم الكائنات من نفس النوع - أكل المثيل). هذا الشكل من الانتقام يكون خاليًا نسبيًا من تهديد الانتقام – شريطة أن يكون والدا الهدف وأقاربه إما ضعفاء أو بعيدين. قد لا يكون قتل الصغار شكلاً من أشكال الانتقام، ففي كثير من الحالات، يؤدي فقدان الأنثى لصغارها إلى عودتها إلى فترة الشبق، مما يمنح الذكر الذي يقوم بقتل الصغار ميزة في التزاوج. يتجلى هذا في الأسود.

### العدوان عن طريق مسببات الأمراض

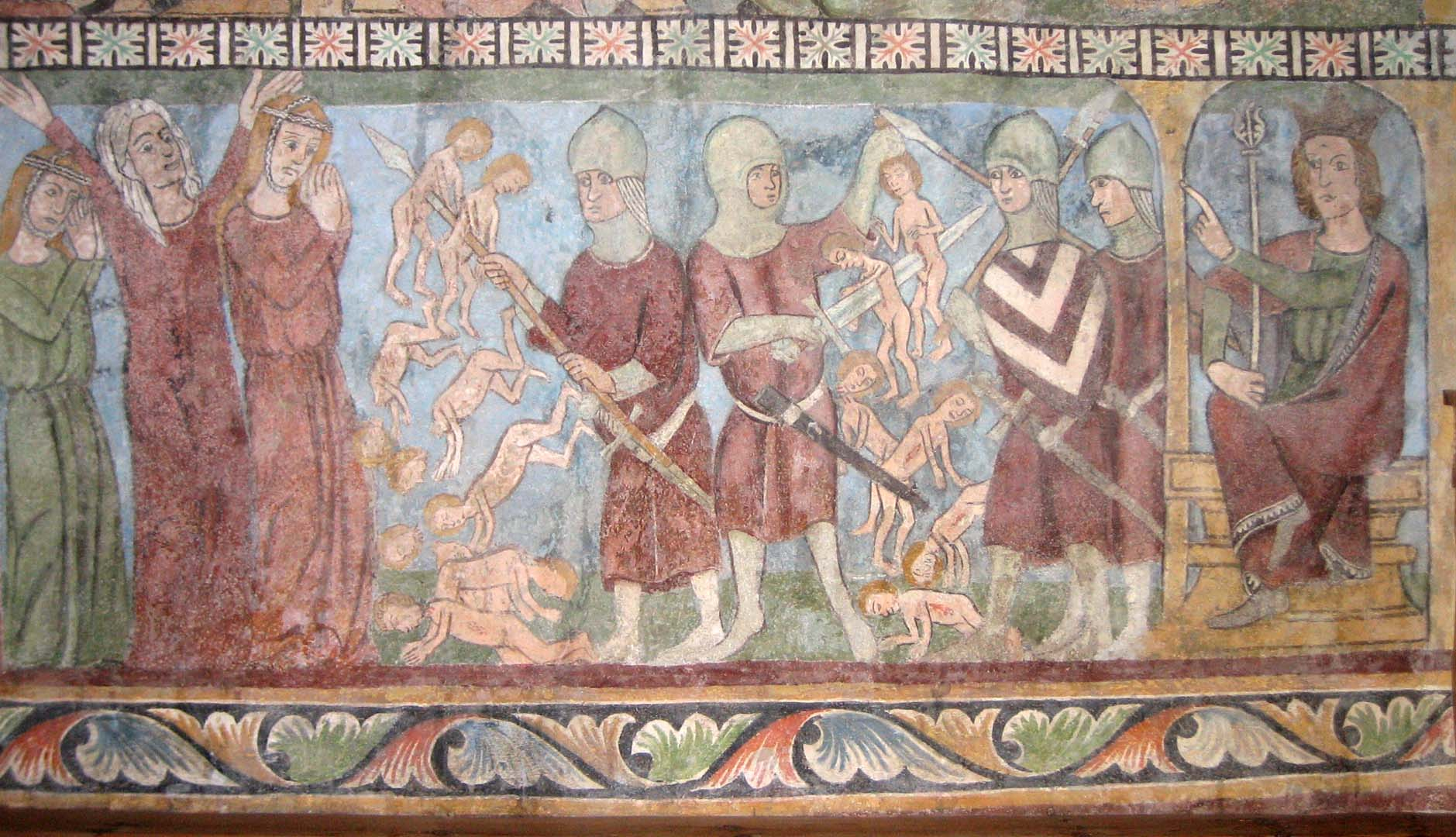
تصوير لجريمة قتل هيرودس المزعومة للأطفال من كنيسة في لوين.

قد يستفيد الفرد الذي يحمل عدوى طويلة الأمد لمسببات أمراض شديدة الضراوة من (1) توجيه تدفق مسببات الأمراض من جسمه بعيدًا عن أقاربه، و(2) توجيهها نحو الأفراد غير الأقارب من نفس النوع. أُيِّدت الطبيعة التكيفية لهذا السلوك بتحليل النماذج النظرية، وأيضًا بتحليلات المجموعات السلوكية لأنواع حيوانية مختلفة. وهكذا، فإن حيوانات الغرير الأوروبية المصابة بالسل والكلاب المصابة بداء الكلب، تميل بالمثل إلى الهجرة من مناطق ولادتها قبل البدء في نشر مسببات الأمراض. وبالمثل، تميل قطعان الفيلة الآسيوية البرية إلى التبرز في حفر مياه الشرب، على ما يبدو لإبعاد القطعان المنافسة.

## السلوك الحاقد عند البشر

### قتل الأطفال في زمن الحرب
على مر التاريخ البشري، غالبًا ما برزت الحرب كشكل مكلف من أشكال العدوان، تستهدف عادةً العدو غير القريب. بطبيعة الحال، يبدو أن معظم الحروب مدفوعة بفوائد محتملة غير جينية. ومع ذلك، فإن انتشار قتل الصغار خلال فترات الحرب يشير إلى وجود عناصر هاميلتونية أيضًا. يُعد قتل الرضيع عملاً انتقاميًا بيولوجيًا، حيث يكلف القاتل الوقت والطاقة، ويعرّضه لتهديد الانتقام، دون أي فوائد تعويضية مباشرة.